# Сочи (Васлуј)
Сочи (рум. Soci) насеље је у Румунији у округу Васлуј у општини Гергешти. Oпштина се налази на надморској висини од 291 m.

## Становништво
Према подацима из 2002. године у насељу је живело 112 становника, од којих су сви румунске националности.